# T'as le bonjour de Trinita
Pour plus de détails, voir Fiche technique et Distribution.
T'as le bonjour de Trinita (titre original : Little Rita nel West) est un western comique (et musical dans son premier montage) italien de Ferdinando Baldi avec Rita Pavone et Terence Hill, sorti en 1967.

## Synopsis
Petite Rita est une championne de la gâchette et de la savatte ; elle récupère un convoi d'or attaqué par des brigands, et confie cet or à des indiens ; après avoir affronté deux légendaires gâchettes de l'ouest, Ringo et Django, elle tombe amoureuse de Black Star, qui cependant dérobe l'or et est condamné à mort pour cela...

## Fiche technique
- Réalisation : Ferdinando Baldi
- Scénario : Ferdinando Baldi, Franco Rossetti
- Photographie : Enzo Barboni
- Montage : Nino Baragli
- Musique : Robby Poitevin
- Production : Manolo Bolognini pour B.R.C. Produzione S.r.l.
- Pays d'origine :  Italie
- Langue originale : Italien (certaines parties n'ont pas été doublées dans les versions traduites)
- Format : couleur (Technicolor)
- Format : 2,35 : 1
- Genre : Film musical, comédie, western

Sortie : 1985 En France.
- Durée : 90 min | Suède : 97 min | France : 73 min
- Censure : République fédérale d'Allemagne : 12 (nf) | Norvège : 16 | Finlande : K-12
- Affiche : Clément Hurel (France)

## Distribution
- Rita Pavone (VF : Béatrice Delfe) : « Petite Rita »
- Terence Hill (VF : Daniel Gall) : « Black Star » (Trinita en VF)
- Lucio Dalla (VF : Gérard Hernandez) : Francis
- Kirk Morris (VF : Claude Joseph) : Ringo
- Teddy Reno (VF : Pierre Trabaud) : le shérif
- Gordon Mitchell (VF : Georges Atlas) : « Bison assis »
- Fernando Sancho (VF : Henry Djanik) : Sancho
- Gino Pernice (VF : Philippe Dumat) : Joseph, le juge
- Franco Gulà (VF : Henri Labussière) : l'avocat à la barbe blanche
- Enzo Di Natale (VF : Serge Sauvion) : Django, le fossoyeur nomade

## Commentaire
Tardivement diffusé sur les écrans français (mais aussi de nombreux autres pays), le film se vit abusivement rattaché à la série des Trinita dont le premier épisode officiel ne sera en fait tourné que trois ans après celui-ci. Dans un rôle de second plan, Terence Hill, qui arbore ici une chevelure brune, n'y joue d'ailleurs pas du tout le personnage, puisqu'il est appelé « Black Star » dans la version originale.
On reconnaît, à ses côtés, quelques autres habitués du cinéma populaire européen se livrant à des autoparodies: Gordon Mitchell, Kirk Morris (tous deux vétérans du péplum), et Fernando Sancho.
Centré sur le personnage de « Little Rita », variante juvénile de la mythique Calamity Jane, le film anticipe de quelques années la veine parodique de la décennie suivante qui contribuera notoirement au déclin du western spaghetti. 
Outre les innombrables références aux précédents succès du genre (notamment le pastiche du final de Django), T'as le bonjour de Trinita exploite essentiellement un comique de désacralisation, mêlé d'anachronismes volontaires.
Moins connu pour sa dimension musicale (tirant un évident parti de sa vedette, la chanteuse à succès des années 1960 Rita Pavone), le film fut plus communément diffusé en salles et en vidéo dans des copies ramenées à moins de 75 minutes (tant en France qu'aux États-Unis), laissant tout juste deviner l'ébauche de séquences chantées et dansées, disparues du montage.

## Autour du film
- De nombreux calembours absents de sa version originale furent improvisés par les comédiens de la post-synchronisation française.
- Des titres phare du western romain sont ironiquement évoqués au sein du dialogue: Pour une poignée de dollars, Et pour quelques dollars de plus, Je vais, je tire et je reviens, Django...